# Paramorphochelus viettei
Paramorphochelus viettei är en skalbaggsart som beskrevs av Marc Lacroix 1997. Paramorphochelus viettei ingår i släktet Paramorphochelus och familjen Melolonthidae. Inga underarter finns listade i Catalogue of Life.